# Nguyễn Văn Thắng (trung tướng)
Nguyễn Văn Thắng (20 tháng 6 năm 1947 – 21 tháng 12 năm 2012) là Trung tướng Công an nhân dân Việt Nam. Ông từng là Giám đốc Học viện An ninh nhân dân. Ông là Giáo sư, Tiến sĩ, Nhà giáo Nhân dân.

## Xuất thân
Ông quê ở xã Liên Thủy, huyện huyện Lệ Thủy, tỉnh Quảng Bình.

## Giáo dục
Từ tháng 10 năm 1969 đến tháng 4 năm 1975, ông là sinh viên Trường Đại học An ninh nhân dân (nay là Học viện An ninh nhân dân), ông học khóa D1.
Ông từng có 4 năm (1983–1987) làm nghiên cứu sinh tiến sĩ ở Học viện An ninh Liên Xô.

## Sự nghiệp
Ông gia nhập lực lượng Công an vào tháng 5 năm 1965, ở tuổi 18. Ngay lúc vào ngành, ông công tác tại Phòng Cảnh sát 57 thuộc Ty Công an tỉnh Quảng Bình. Cho đến tháng 10 năm 1969 thì đi học đại học ở Trường Đại học An ninh nhân dân.
Ngày 1 tháng 1 năm 1969, ông gia nhập Đảng Cộng sản Việt Nam. Ông trở thành đảng viên chính thức vào ngày 1 tháng 1 năm 1970.
Sau khi tốt nghiệp Đại học An ninh nhân dân, ông được giữ lại trường công tác và giữ chức vụ Tổ trưởng Tổ bộ môn, Chi ủy viên Khoa Nghiệp vụ I, Trường Đại học An ninh nhân dân từ năm 1977 cho đến năm 1979. Trong hai năm từ năm 1981 đến năm 1983 ông giữ chức vụ Phó trưởng Khoa Nghiệp vụ I, Trường Đại học An ninh. Sau đó ông được cử đi làm nghiên cứu sinh ở Liên Xô trong 4 năm (1983–1987).
Sau khi làm xong Tiến sĩ ở Liên Xô trở về nước, ông giữ chức vụ Trưởng khoa Khoa Nghiệp vụ I, Trường Đại học An ninh nhân dân từ tháng 6 năm 1991 cho đến tháng 2 năm 1992.
7 năm tiếp đó, từ tháng 3 năm 1992 đến tháng 8 năm 1999, ông giữ chức vụ Phó Hiệu trưởng Trường Đại học An ninh nhân dân.
Và từ tháng 9/1999, ông được bầu làm Hiệu trưởng, Bí thư Đảng ủy Trường Đại học An ninh nhân dân. Cho đến tháng 12/2001, khi Trường Đại học An ninh nhân dân đổi tên thành Học viện An ninh nhân dân, thì ông giữ chức vụ Bí thư Đảng ủy, Giám đốc Học viện An ninh nhân dân.
Tháng 2 năm 2002, ông được thăng quân hàm Thiếu tướng Công an nhân dân Việt Nam.
Ngày 25 tháng 4 năm 2007, ông được thăng quân hàm từ Thiếu tướng lên Trung tướng Công an nhân dân Việt Nam cùng 11 người khác là Trần Đại Quang, Trương Hòa Bình, Đặng Văn Hiếu, Trịnh Lương Hy, Hoàng Đức Chính, Sơn Cang, Lê Văn Thành, Phạm Văn Đức, Nguyễn Xuân Xinh, Vũ Hải Triều, Phạm Nam Tào.
Ngày 22 tháng 8 năm 2007, ông nghỉ hưu theo quyết định của Thủ tướng Chính phủ. Chức vụ cuối cùng của ông trước khi nghỉ hưu là Bí thư Đảng ủy, Giám đốc Học viện An ninh nhân dân.
Ông qua đời ngày 21 tháng 12 năm 2012 tại Bệnh viện 19-8 Bộ Công an Việt Nam sau một thời gian lâm bệnh nặng.

## Phong tặng

### Lịch sử thụ phong quân hàm
- Thiếu tướng Công an nhân dân Việt Nam (2002)
- Trung tướng Công an nhân dân Việt Nam (2007)

### Huân huy chương
- Huân chương Chiến công hạng Nhất
- Huân chương Bảo vệ Tổ quốc hạng Nhì[1]
- Huân chương Kháng chiến chống Mỹ hạng Ba[1]
- Huân chương Lao động hạng Nhì của nước Cộng hòa Dân chủ Nhân dân Lào[1]
- Huân chương Hữu nghị của nước Cộng hòa Dân chủ Nhân dân Lào[1]
- Huy chương Chiến sĩ vẻ vang hạng Nhất[1]
- Huy chương Vì an ninh Tổ quốc[1]
- Huy chương Vì sự nghiệp giáo dục[1]
- Kỷ niệm chương Vì sự nghiệp khoa học và công nghệ[1]
- Kỷ niệm chương Vì sự nghiệp dân vận[1]
- Kỷ niệm chương Vì sự nghiệp phát triển phụ nữ Việt Nam[1]
- Kỷ niệm chương Vì sự nghiệp xây dựng tổ chức công đoàn[1]
- Kỷ niệm chương Vì thế hệ trẻ; Huy hiệu kỷ niệm 40 năm thiết lập quan hệ ngoại giao Việt – Lào[1]
- Huy hiệu 40 năm tuổi Đảng Cộng sản Việt Nam[1]